# أعطال منظومة القوى
الأعطال في منظومة القوى الكهربائية هي كلّما يسبب تغير غير طبيعي في قيم التيار أو الجهد. وأكثر ما يسبب ذلك عموما هو حدوث انهيار في العزل الموجود على الموصلات بسبب ضغوط ميكانيكية أو كهربائية، أو ربما نتيجة ظروف جوية، أو بسبب تلامس مع الأرض، أو حدوث تلامس بين خطين، أو بين خط والأرض، إلى غير ذلك من الأسباب التي تؤدي إلى حدوث انهيار لقيم العزل الأساسية، ومن ثم تحدث تغيراً غير طبيعي في قيم التيار أو الجهد أو كلاهما في منظومة القوى الكهربية.
كما قد يكون العطل نتيجة فتح في الدائرة بسبب كسر في أحد موصلات الدائرة مثلا، وقد يكون العطل أيضا نتيجة تحميل زائد.

## تصنيف الأعطال

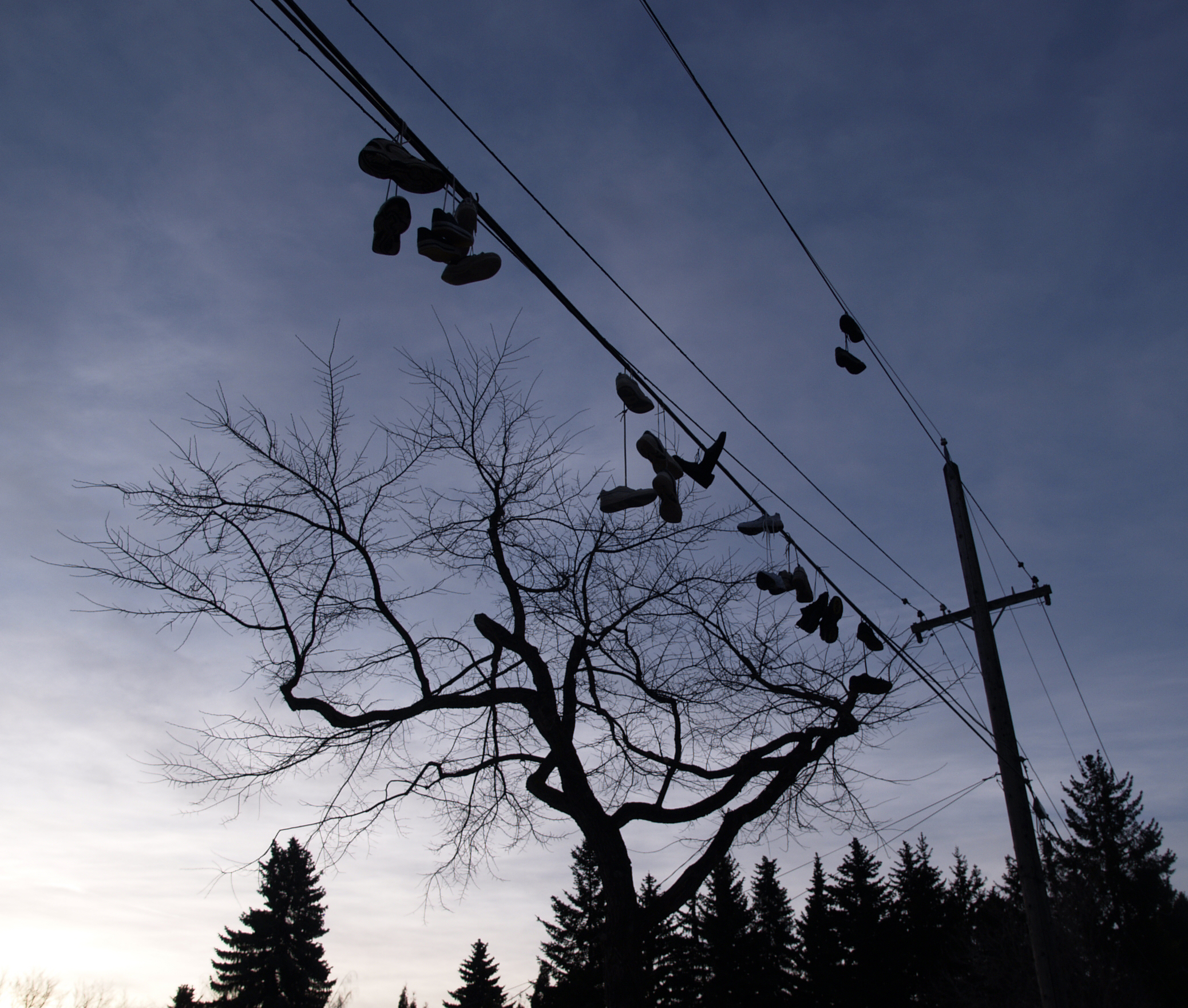
أحذية على خطوط نقل

وغالبا ما تصنف الأعطال طبقا لعدد الأوجه المتأثرة بالعطل، فربما يكون العطل:
1. خطا واحدا متلامسا مع الأرض.
2. خطين متلامسين مع الأرض.
3. ثلاث خطوط متلامسة معا.[4]
4. خطين متلامسين معا.
5. ثلاث خطوط متلامسة مع الأرض.

وقد تصنف طبقا لدرجة التشابه بين الأوجه، فمثلا الأنواع الأربعة الأولى السابقة (خطا واحدا متلامسا مع الأرض - خطين متلامسين مع الأرض - ثلاث خطوط متلامسة معا - خطين متلامسين معا) تسمى أعطالا غير متماثلة لأن قيم التيار والجهد تختلفان من وجه لآخر. أما العطل الخامس ( ثلاث خطوط متلامسة مع الأرض ) فيمسى عطلا متماثلا لأن قيم الجهود والتيارات في جميع الأوجه متساوية.
وقد تصنف الأعطال باعتبارها أعطال أرضية أو أعطال الأوجه. ففي النوع الأول تكون الأرض جزءا من دائرة العطل المغلقة, بينما أعطال الأوجه فإن الأرض ليست جزءا من دائرة العطل المغلقة.
ويمكن تصنيف الأعطال أيضا طبقا للفترة الزمنية التي يستغرقها العطل، فهناك أعطال دائمة، وأخرى لحظية . وقد تكون الأعطال الدائمة نتيجة خط هوائي سقط على الأرض مثلا، وبالتالي فهو دائم. بينما قد تكون الأعطال اللحظية نتيجة تلامس فرع شجرى مثلا مع الخط في يوم عاصف لبرهة ثم يرجع الوضع كما كان.

## خطأ لحظي
هي الأخطاء التي تؤدي إلى قطع الخدمة لفترة زمنية قصيرة قبل أن يتم التغلب عليها وإعادة الخدمة مرة أخرى . وغالبا ما تحدث بسبب ظروف البيئة ومن هذه الظروف :
- ملامسة أفرع الشجر اللحظية مع خطوط النقل .
- تلامس الطيور أو القوارض للأبراج .
- الصواعق.[8]

## عناصر منظومة الوقاية
وظيفة منظومة الوقاية ليست منع حدوث العطل، فذلك شبه مستحيل، لأن الكثير من الأعطال أسبابها قد تكون خارجية لا قدرة لأجهزة الوقاية على منعها، لكن دور منظومة الوقاية هو سرعة فصل الأعطال بدقة. ويمكن تلخيص دورها في :
- اكتشاف الأعطال وتحديد مدى خطورتها ومكانها، ومن ثم إرسال إشارة فصل لقاطع التيار المطلوب فتحها أو إشارة منع للقواطع المطلوب منعها من التشغيل، وذلك كله يتم بواسطة المرحل .
- عزل العناصر المتأثرة بالعطل فقط .

ويمكن اختزال عناصر منظومة الوقاية في :
1. المرحل .
2. قاطع التيار .

ويضاف إليهما عنصر ثالث مسئول عن تغذية أجهزة الحماية بالإشارات اللازمة ليبدأ عملية الفحص والتحليل ثم إتخاذ القرار، وهذا العنصر هو :
- محولات الجهد ومحولات التيار .

## إشارات الأعطال
عند حدوث عطل بالدائرة فإن قيم الجهد والتيار في أغلب الأحيان تتغير تغيرا ملحوظا يمكن متابعته واكتشافه. ولكن هناك قيم أخرى قد تتغير نتيجة حدوث الأعطال, وجميع الإشارات التي تستخدم في اكتشاف الأعطال تسمى إشارات الأعطال ومنها على سبيل المثال :
- التردد قد يرتفع أو ينخفض .
- اتجاه مرور القدرة الكهربية فقد يحدث انعكاس فيه، خاصة في حالة المولدات.
- توازن الأحمال في الثلاث أوجه.
- قيمة ممانعة الدائرة حيث تتغير قيمتها بتغير مكان العطل.
- الفرق بين قيمة التيار الداخل والتيار الخارج لعنصر ما.

فحدوث تغير في أي من هذه الإشارات بما فيهم قيم الجهد والتيار أكبر من الحد المسموح به يعني أن هناك شيئا غير طبيعي قد حدث في الشبكة يجب اكتشافه ودراسته, ومن ثم يجب فصل الدائرة إن وصل إلى درجة الخطر.